# George Lakoff
George P. Lakoff (ur. 24 maja 1941 w Bayonne) – amerykański językoznawca, profesor na Uniwersytecie Kalifornijskim w Berkeley, specjalizuje się w dziedzinie lingwistyki kognitywnej. Znany ze swoich teorii na temat języka jako systemu metafor, jest również twórcą teorii radialnej struktury znaczenia. W ostatnich latach angażuje się w politykę, w latach 2003–2008 uczestniczył w pracach think tanku Rockridge Institute.

## Wybrana twórczość
- George Lakoff, Mark Johnson (1980), Metaphors We Live By, Chicago: University of Chicago Press; wydanie polskie: Metafory w naszym życiu, Warszawa: Państwowy Instytut Wydawniczy, 1988
- George Lakoff, Mark Johnson (2003), Metaphors We Live By, Chicago: University of Chicago Press, II wydanie; wydanie polskie: Metafory w naszym życiu, Warszawa: Wydawnictwo Aletheia, 2010
- George Lakoff (1987), Women, Fire, and Dangerous Things: What Categories Reveal About the Mind, Chicago : University of Chicago Press; wydanie polskie: Kobiety, ogień i rzeczy niebezpieczne: co kategorie mówią nam o umyśle?, Kraków: Towarzystwo Autorów i Wydawców Prac Naukowych Universitas, 2011